# Медичний коледж (Тернопіль)
Приватний вищий навчальний заклад «Медичний коледж» — приватний заклад вищої освіти у місті Тернополі.

## Відомості
Статут Медичного коледжу зареєстровано Управлінням у справах торгівлі, побуту Тернопільської міської ради (реєстраційний номер 26197425Ю0020305 від 28.03.2003 р.), а 12.04.2005 р., 31.08.2007 р. і 14.07.2014 р. проведено державну перереєстрацію установчих документів (номер запису в державному реєстрі 16461050001000703) та затверджено Міністерством освіти та науки України. (25.06.2007 р. і 20.06.2014 р.)
Медичний коледж включений Тернопільським обласним управлінням Державного комітету статистики України до єдиного Державного реєстру підприємств та організацій України за № 22-3 від 01.04.2003 року.
Приватний вищий навчальний заклад «Медичний коледж» внесений до Державного реєстру вищих навчальних закладів України. (Довідка про внесення вищого навчального закладу до Державного реєстру вищих навчальних закладів України № 20-І 118 від 08.02.2008 р.). Ліцензія на надання освітніх послуг видана МОН України серія АЕ № 636399 від 19.06.2015 року.
У коледжі діє Рада трудового колективу, яка забезпечує право працівників брати участь в управлінні коледжем. Головою Ради обрано викладача педіатрії та неонатології Галину Панасюк.

## Історія
Приватний вищий навчальний заклад «Медичний коледж» створено 27 лютого 2003 як дочірнє підприємство «Медичний коледж» товариства з обмеженою відповідальністю «Аверс». Реорганізація в Приватний вищий навчальний заклад «Медичний коледж» проведена 24 січня 2005.

## Педагогічний колектив
- Галина Іванівна Кривокульська — директор, лікар вищої категорії,
- С. О. Ворожбит — заступник директора з навчальної роботи, викладач першої категорії,
- В. М. Ганчарик — заступник директора з методичної роботи та дистанційного навчання, викладач вищої категорії,
- Ганна Федорків — заступник директора директора з гуманітарної освіти та виховання,
- Михайло Васильович Зот — начальник штабу цивільної оборони, відповідальний за виробничу та переддипломну практику.

## Структура коледжу

### Відділення
- лікувальної та акушерської справи — завідувачка відділення Оксана Веремчук,
- сестринської справи — завідувачка відділення Віта Славопас,
- стоматології і дерматології — завідувач відділення Ігор Дацко,
- фармації — завідувачка відділення Галина Квасницька.

### Будівлі
Навчальний корпус розташований на вул. Текстильній, 8а.
Медичний коледж орендує гуртожиток на 80 місць.

### Бібліотека
Бібліотека створена 27 лютого 2003, на початку створення бібліотеки фонд становив 4670 примірників, нині налічує близько 15000, з яких 10030 — підручників і навчальних посібників, 80 монографій.
Бібліотека розташована в приміщенні навчального корпусу, читальний зал для викладачів розрахований на 12, для студентів на 25 місць.
Завідувачка бібліотеки — Марія Чикита.

## Спеціальності і професії
Коледж готує фахівців наступних освітньо-кваліфікаційний рівнів та спеціальностей:
- молодший спеціаліст
  - медсестринство — спеціалізації «Сестринська справа», «Лікувальна справа», «Акушерська справа»
  - стоматологія — спеціалізації «Стоматологія», «Стоматологія ортопедична»
  - фармація — спеціалізація «Фармація»
- бакалавр
  - медсестринство — спеціалізація «Сестринська справа»

## Навчально-виховний процес
Організація і планування навчального процесу в коледжі здійснюється у відповідності до Законів України «Про освіту», «Про вищу освіту», «Положення про організацію навчального процесу у вищому навчальному закладі» та вимог освітньо-професійних програм та освітньо-кваліфікаційних характеристик відповідних спеціальностей.
У коледжі діє студентське самоврядування, головою якого є Анастасія Бенько.

## Студенти, випускники
Кредо студента Приватного вищого навчального закладу «Медичний коледж»:
- Будь скромним, виконуючи чиєсь прохання чи наказ, пам'ятай, що можливо у майбутньому тобі доведеться давати накази іншим.
- Обережно шукай собі товаришів, — люди, які багато спілкуються, уподібнюються.
- Зважуй власні слова, вони відзеркалюють тебе самого.
- Контролюй свої звички, інакше вони заволодіють тобою.
- Не дозволяй, щоб юрба володіла тобою, відстоюй, свої принципи, бо інакше тебе буде легко схилити до будь-кого.